# Aferim!
Az Aferim! Radu Jude román rendező 2015-ben bemutatott román–bolgár–cseh–francia koprodukciós történelmi filmdrámája. A forgatókönyvét a rendező és Florin Lăzărescu prózaíró írta számos irodalmi műből vett részleteket iktatva a párbeszédekbe.
A film a 19. század első felében Havasalföldön uralkodó társadalmi viszonyokat és mentalitásokat idézi fel. Road movie jellegű és a klasszikus westernfilm egyes elemeit felhasználó cselekménye során egy pandúr és fia szökött cigány rabszolgát kutatnak fel és visznek vissza gazdájához, aki nagyon kegyetlenül bünteti meg.
Az alkotásnak általában jó kritikai fogadtatása volt úgy Romániában, mint más országokban. A 2015-ös Berlini Nemzetközi Filmfesztiválon elnyerte a legjobb rendezőnek járó díjat, az Ezüst Medvét.

## Cselekmény
|  | Alább a cselekmény részletei következnek! |

A film cselekménye 1835-ben történik Havasalföldön. Azzal kezdődik, hogy Costandin járási pandúr és nagy kamasz Ioniță fia egy dombos terepen lovagolnak. Az apa egy múltbeli pestisjárvány szörnyűségeiről mesél a fiának.
Egy öreg parasztasszonnyal találkoznak, aki fáradt szamár által húzott nyomorúságos szekeret vezet. Costandin kilétéről kérdezi őt, meg hogy befizette-e az adót, és hogy mi járatban van. Az öregasszony férjét viszi egy kolostorhoz, mert az nagyon beteg. A pandúr megijed, hogy talán pestises vagy kolerás, és veréssel fenyegeti az öregasszonyt, amiért nem mondta meg ezt neki kezdettől fogva.
Apa és fia egy kolostorhoz érnek. Az udvaron több tíz nyomorúságos kinézetű cigány rabszolga dolgozik. A két ember bemegy a templomba, és gyertyákat gyújt, majd kint az apát összegyűjti a rabszolgákat és tudatja velük, hogy a pandúr egy Carfin nevű rabszolgát keres, aki Iordache Cândescu bojár birtokáról szökött meg. Ott van Carfin nővére, akitől a pandúr megkérdezi, hol van a testvére, de az nem tudja, mivel három éve nem látta. A pandúr a hajától fogva húzza, de hiába. Akkor pénzt ígér annak, aki megmondja. Egy rabszolga vélni tudja, hogy Carfin aranymosó cigányokhoz ment az erdőbe, majd kéri a pénzt, de nem kapja meg.
Costandin és Ioniță az erdőben megállnak egy folyó partján. Az apa uzsonnázik, a fia pedig kardjával vágásokat gyakorol, amiket a pandúr nem tart elég férfiasaknak.
Tovább indulva az aranymosók csoportjához érnek. Az egyik fiatal futásnak ered, Ioniță meg lován utána. Az előbbi átússza a folyót, de a túlsó parton visszacsúszik a vízbe és elfogják. Kiderül, hogy a fiú nem Carfin, hanem az ottani csoporthoz tartozik. Ioniță akadozva felolvassa a bojártól kapott megbízást. Az áll benne, hogy Carfin szökött rabszolgát keresik, aki 40 aranyat is ellopott. A vajda kikérdezi az embereit, majd azt mondja, hogy Carfin járt ott, de elment. A pandúrék tovább indulnak, miután a vajda ad nekik egy kis aranyat. Miközben lovagolnak, az apa tanítja a fiát, hogy úgy kell bánni a cigányokkal, ahogy ők tették előbb.
Tovább lovagolnak és messziről egy szekér mellett ülő papot látnak. Costandin ördögűző mondatot mond, mert amint mondja, a papok mellett sok ördög van. Hozzáérve észreveszi, hogy a szekérnek eltörött az egyik kereke, és tisztelettudóan felajánlja segítségüket. Miközben dolgoznak, arról társalognak, hogy mennyire elszemtelenedtek a cigányok, és hogy mivé lesz az ország. Elindulva mind a hárman arról beszélnek, hogy milyen fontos a hit és a jó cselekedetek. Azután a pandúr felveti azt a kérdést, hogy a cigányok emberek-e. A pap kiselőadásba kezd. Szerinte a cigányok emberek, mivel keresztények, csak a zsidók nem azok. Felsorol egy csomó antiszemita sztereotípiát, és kifejezi gyűlöletét a zsidók iránt, majd több nép szokásairól szóló sztereotípiát is felsorol.
Estére apa és fia egy erdőbe érnek és éjszakázni készülnek. A tűz körül ülve Ioniță elmélkedik egy kicsit arról, hogy a Földnek nincs-e vége vagy van, ahogy a pap mondta a templomban, meg hogy mindennek van vége, csak Istennek nincs se kezdete, se vége. A pandúr azt mondja, hogy másvalami nyomja az ő lelkét, az, hogy semmik vagyunk, a nagyvilághoz mérten annyi, mint a parázsból egy szikra, majd elénekel egy rövid kesergőt és sír egy kicsit.
Másnap reggel tovább lovagolva az apa megkérdezi, hogy fiának tetszik-e a szomszédságukban lakó Aspra nevű lány, mire a fiú nemmel válaszol, de inkább ingadozik. Erre a pandúr megkérdezi, hogy nem-e szodomita. Ioniță nem tudja, mi az, és az apja elmagyarázza, azt is hozzátéve, hogy saját maga öli meg, ha az.
Az erdőben egy szétroncsolt hintóra és fekvő lemeztelenített holttestekre találnak. Costandin betyárokra gyanakszik, és elsietnek onnan, bár Ioniță azt mondja, hogy mozogni látta az egyik áldozatot.
Az erdei keskeny úton egy hintó jön sebesen velük szemben, és alig sikerül félreugratni a lovaikat. A hintó megáll, és szidják egymást a kocsissal. Tovább indulva a pandúr azt mondja, hogy egy gazdag görög lehet az utasa, és kifejezi gyűlöletét iránta.
Egy folyó vízzel borított árterébe érnek, és a vízben egy halat fogó emberre találnak. A szökevényről érdeklődnek, de az nem tud semmit. Halat vesznek tőle, de nagyon kevés pénzt adnak neki, az ember elégedetlenségére.
Sűrű nádason keresztül haladnak, és a pandúr panaszkodik a nehéz életükre. Sajnálja, hogy túl öreg már ahhoz, hogy felvegyék az új, oroszok által szervezett hadseregbe, de a fiút még felvehetik, ha elég belevaló, és ezredesig viheti.
Utoléri őket egy másik pandúr a csapatával, elkéri a megbízó levelet, és azt mondja nekik, hogy az ott nem érvényes, mivel az már egy másik járás, és hogy menjenek vissza az övékbe. Erre Costandin pénzt ajánl neki, alkudoznak, majd négy tallérban állapodnak meg. A helyi pandúr még azt is megmondja neki, hogy pontosan hol és kinél van a szökött rabszolga, és merre kell odamenni.
Odaérnek a megnevezett kosárkötő mester házához, aki tagadja, hogy a rabszolga nála lenne, de a pandúr egy teknő alá bújt cigánygyerekre bukkan, majd a tiltakozó háziakat erőszakosan lökdösve kutatni kezdenek. Ioniță felmegy a padlásra, ahol Carfin nekiugrik, de dulakodás közben leesik a padlásról, és megkötözik. Őt is, a gyereket is magukkal viszik. Carfin lába fabilincsbe van fogva, és a pandúr maga előtt a lovon átvetve viszi, a gyerek pedig Ioniță előtt ül ennek lován. A gyerekről kiderül, hogy egy kereskedőtől szökött meg, mert az nagyon verte, a bátyját pedig megölte. Costandin elhatározza, hogy kitérőt fognak tenni, hogy visszavigyék a gyereket a gazdájához, az meg kérve kéri, ne tegyék.
Útközben Carfin elmondja, miért szökött meg. Nem lopott a bojártól, hanem Elenca, a bojárasszony egy idő óta szemet vetett rá, egyszer utána ment az istállóba és rávetette magát, ő meg nem állt ellen. Meglátta őket egy szolga és elmondta a bojárnak, aki meg akarta ölni. Ioniță kétségbe vonja, amit mond, de Costandin lehetségesnek véli, mivel tudja, hogy az asszonynak voltak már szerelmi kalandjai.
Szembejön velük egy hintó és megáll. Egy török kereskedő ül benne. Beszélgetés folyik törökül közte és a pandúr között. Mielőtt elválnak, a török halvával kínálja meg Ionițát. Azután Costandin elmondja, hogy a török egy helység felé vezető útról érdeklődött, ő meg az ellenkező irányt adta meg neki, és azt reméli, hogy az úton elintézik a betyárok, mert ő gyűlöli a törököket.
Az erdőből kijutva megállnak és málnát szednek. A gyereknek is adnak. Ugyanakkor Costandin meggondolja magát. Elhatározza, hogy inkább nem tesznek kerülőt, hanem egy éppen a közelben zajló vásárban eladják a gyereket. Ez könyörög neki, hogy inkább vegye magához.
A további úton Carfin elmondja, hogy valamikor jó dolga volt. Bukarestben volt rabszolgája egy magas állami tisztséget betöltő bojárnak, annak lovásza volt, és járt vele Bécsben, Lipcsében és Párizsban is, de azután elajándékozták, majd eladták, és végül Cândescu bojár vette meg. Ioniță és az apja érdeklődnek, hogy milyen a világ, és azok a városok. Carfin szépnek és nagynak látta a világot, és a városok nagyságáról, palotáiról, embersokaságáról és szépségéről beszél azzal ellentétben, ami Havasalföldön van. Majd Carfin kéri, hogy engedjék el, mire a pandúr azt mondja, nem teheti, de majd elmondja a bojárnak, hogy nem ő a bűnös, és az majd kolostorba záratja a feleségét, és őt nem öli meg, csak egy kicsit megvereti.
A vásárba érve előbb megállnak egy bábszínház előtt, ahol a nézők erőszakos jeleneteken szórakoznak. Egy szabad cigány család magát ajánlja megvételre, mert éheznek. A pandúr hátrább tolja őket, és áruba bocsátja a gyereket. Ő maga kell hogy reklámozza magát azt kiáltva, hogy szorgos és szófogadó. Odajön egy kereskedő, aki megvizsgálja a fogát, meg is méri a súlyát egy mérlegen, és hosszan alkudozik a pandúrral mielőtt megveszi. Ennek engednie kell, mert nincs a gyerekhez papírja. Mielőtt tovább mennének, Ioniță felül egy forgókerékre és jól érzi magát.
Este egy nyomorúságos vendégfogadóhoz érnek. Esznek, isznak, Carfinnak is adnak egy pár darabot, meg egy kis bort. Muzsikások zenélnek, sok mulató vendég van. A pandúr köhög, és a fia megállapítja, hogy beteg. Az apja beletörődöttnek mutatkozik azzal, hogy az ő ideje már lejárt, majd a fiatalságáról nosztalgiázik, amikor a Tudor Vladimirescu vezette lázadásban vett részt, a falvakban teheneket raboltak, megsütötték őket és mulattak, öldösték a gazdagokat, az asszonyok pedig bomlottak őutána. El is énekel egy nótát az ember életének mulandóságáról és hiábavalóságáról.
Van ott egy nyugati öltözetű férfi is, akit angol utazónak mond néhány vele veszekedő vendég. Egy kereskedő előre vetíti, hogy mi lesz az országgal, amikor a mezítlábasak, az írástudók és az újgazdagok összefognak, hogy meggazdagodjanak az ő hátrányukra.
A pandúr kér a fogadóstól egy prostituáltat, akire rábízza a fiát, hogy vegye el a szüzességét. Aztán Carfinnal a fiáról beszélgetnek, és megkérdezi, hogy neki vannak-e gyerekei, mire ő reményét fejezi ki, hogy lesznek. Amikor a fia visszajön, ő is elmegy az örömlánnyal, szeretkezni kezd vele, de elfogja a köhögés.
Az apa és fia lefekszenek éjszakára egy hodályban a földre több más vendéggel együtt. Patkányok és tetvek zavarják őket. Elalvás előtt Ioniță megkérdezi, hogy nem tudnák-e szabadon engedni Carfint, hiszen nem bűnös. Az apja azt válaszolja, hogy az nem az ő dolguk. Ő törvénytisztelő, tisztességes ember, nem mint más pandúrok, akik összejátszanak a tolvajokkal. Ő még emberies is, senkit sem ver meg ok nélkül. Ha ők nem igazságosak, akkor tönkremegy a román nép. Elengedni pedig nem engedhetik el Carfint, mert nevetségessé válnának és pénzt sem kapnának, márpedig az erszényük üres.
Reggel Ionițának fáj a feje. Carfin felajánlja, hogy ráolvas, és megengedik neki, majd tovább indulnak. Egy túlritkított erdőn haladnak át. A pandúr azon tűnődik el, hogy 100–200 év múlva megfognak-e emlékezni róluk az emberek mint olyanokról, akik megkönnyítették az életútjukat, vagy szidni fogják-e őket.
Carfin megkéri a pandúrt, hogy beszéljen a bojárral érdekében, az meg Ioniță életére esküszik, hogy megteszi, és hogy Carfin meg fogja úszni csak egy veréssel. Azt is mondja, hogy most jó dolguk van a cigányoknak, mert a múltban előfordult, hogy a fejedelem felmászatott néhányat egy fára és vadászott rájuk.
A bojár helységének közelébe érve leszállítják Carfint a lóról, és a pandúr lovagolva húzza kötélen maga után. Beérnek az bojárlak udvarába, ahol parasztok várakoznak a bojárra, aki nincs otthon. A szolgák szidják Carfint, az egyik meg is üti, mert a bojár nem hagyta őket békén amióta megszökött.
Costandin felmegy a ház emeletére, ahol a bojárasszony az ágyán fekszik. Carfin érdekében próbál szólni neki, de az kikerüli a témát, és elmondja neki, hogy nagyon megverte a férje, és hogy ezért panaszt akar tenni az érseknél, de nem teheti, mert a bojár fogva tartja. Erre a pandúr azt mondja, hogy ez volt mindig a világ rendje, a törvény is azt írja elő, hogy mérsékelten bár, de a férj verje a feleségét. Majd Costandin újra Carfinra tereli a szót azzal, hogy az érsek nem fog igazat adni az asszonynak, mivel paráználkodott. Erről az asszony csak a törvényszék előtt hajlandó beszélni. A pandúr szerint a tárgyalásig a bojár megölheti Carfint, és ezzel az asszony nagy bűnt venne magára. Az asszony beleegyezik abba, hogy Costandin hibáztassa őt a bojár előtt Carfin védelmében, Costandin pedig megígéri, hogy az asszony érdekében is szól majd a bojárnak. Aztán megcsókolja az asszony papucsát és lemegy.
Megjön a bojár, kifizeti a pandúrt és iratot ad neki arról, hogy átvette a rabszolgát. Costandin szól neki Carfin érdekében, de a bojár nem is akar hallani róla. Összegyűjteti a szolgákat és a rabszolgákat az udvaron, és a feleségét is lehívatja. Carfin felesége könyörög, hogy kegyelmezzen meg a férjének. A szolgák lefogják Carfint, aki kétségbeesetten bizonygatja, hogy nem bűnös. Elenca asszony is védeni próbálja azzal, hogy ő a bűnös, a pandúr is még próbálkozik egyszer, de a bojár megüti. Ő maga akarja kiherélni Carfint késével. Az egyik paraszt készségesen átad neki egy birkanyíró ollót, és a bojár azzal teszi meg. Miközben Carfin ordítva vergődik a földön, a bojár a heréket a felesége felé dobja. Azt mondja a rabszolgáinak, hogy példát statuált tettével. Megparancsolja a szolgák főnökének, hogy vigye végig Carfint a helységen, hogy lássa a nép hogyan büntette meg, Carfin feleségét pedig vigye Bukarestbe és cserélje ki egy másik rabszolganőre.
Costandin és fia leverten távoznak. A fiú nagyon szomorú, és az apja nyugtatni próbálja azzal, hogy legyen férfi, ne sajnáljon egy cigányt, mert ilyen a világ és ők nem tehetnek semmit. A fiúnak jó sora lesz a seregben. Egy-két a török vagy a muszka elleni háború után igazi férfi lesz, szép lányt fog feleségül venni, három fia és két lánya lesz, mert nem tudni, hány marad életben. Az egyik fiúnak feltétlenül Costandin legyen a neve. Ioniță ezredes lesz. Az élet sokkal jobb lesz, és ők pihenni fognak.
|  | Itt a vége a cselekmény részletezésének! |

## Fontosabb szerepek
- Teodor Corban(wd): Costandin, járási pandúr
- Mihai Comănoiu: Ioniță, Costandin fia
- Cuzin Toma(wd): Carfin, cigány rabszolga
- Alberto Dinache: Țintiric, cigágy rabszolgagyerek
- Alexandru Dabija(wd): Iordache Cândescu bojár
- Mihaela Sîrbu(wd): Elenca asszony, a bojár felesége
- Alexandru Bindea(wd): pap
- Victor Rebengiuc(wd): Stan, kosárfonó mester
- Luminița Gheorghiu(wd): a kosárfonó mester felesége

## Értelmezések és kritikák
A film egyik mondanivalója az, hogy a mai mentalitások a múltban gyökereznek és nemzedékről nemzedékre öröklődnek. Ezek a mentalitások az egész film történéseiben látszanak és abban is, amit egyes szereplők mondanak. Costandin azon tűnődik, hogy a cigányok emberek-e vagy valamiféle majmok. A pap szerint, akivel találkoznak, a cigányoknak rabszolgáknak kell lenniük, mert Egyiptomban is, ahonnan jöttek, azok voltak, rabszolgákként ők építették fel a piramisokat. Azért is rabszolgáknak kell lenniük, mert nem tudnak maguktól gondolkozni, ezért jól féken kell őket tartani. Ugyanannak a papnak a szemében csak a zsidók nem emberek. Keresztény gyerekek vérét isszák, mert Isten az emberek előtt óriás zsidókat teremtett, majd látván hogy hibázott, elpusztította őket, de néhányan megmaradtak, egyre kicsinyebbek lettek és elszaporodtak. Ezért nem állhatják az embereket, a keresztényeket, ezért ölték meg Jézust, és a pap ezért nem állhatja őket. Még ha kikeresztelkednek, akkor is zsidók maradnak. Azt is hangoztatja, hogy mindegyik nép egy bizonyos valamire van a világon: a zsidók a csalásra, a törökök az aljasságra, a románok a munkára, a szeretetre és a keresztényi szenvedésre. Egy-egy szokásra is leredukál népeket: az izraeliták sokat olvasnak, a görögök sokat beszélnek, a törököknek sok feleségük van, az araboknak sok a foguk, a németek sokat dohányoznak, a magyarok sokat esznek, a muszkák sokat énekelnek és isznak, az angolok sokat gondolkodnak, a franciák sok divatot találnak ki, az örmények sokat lustálkodnak, a cserkeszek sok zsinórt viselnek, az olaszok sokat hazudnak, a szerbek sokat őrölnek.
A korrupció is régi hagyomány. Costandinnak nincs joga más járásban szökött rabszolgát keresni, de ha lefizeti a helyi pandúrt, akkor megteheti.
A nők mint a férfiakénál kisebb agyú lények lenézése a 21. században is megvan. A film korában még törvény írta elő a verésüket bizonyos esetekben.
A homofóbia is jelen van az apa nevelési tevékenységében.
A film nagy súlyt fektet a korabeli társadalomban uralkodó erőviszonyok ábrázolására. A bojár teljhatalmú úr a birtokán, tette törvénytelen, de ő a törvényekre is fittyet hány, a járási pandúr sorsa is tőle függ. Ez félelemben tarthatja a parasztokat, akik többsége nagyon szegény. A ranglétra legalján a rabszolgák vannak. Őket még a jobbágyok is lenézik. Ezt a társadalmat az erőszak uralja, és ennek elfogadása. A pandúr megölné a fiát, ha az szodomita lenne, a vendégfogadós levágná a szökött rabszolga lábát, a bábszínház erőszakos jelenetekkel teli, amit a nézők élveznek, a bojár kegyetlenül elveri a feleségét, a paraszt ollóval járul hozzá Carfin megbüntetéséhez, ez az aktus pedig rendkívül kegyetlen.
Negatív kritikát is kapott a film a fenti aspektusok ábrázolási módjával kapcsolatban. Például Dinu Pop (Adevărul) szerint művészeti erényei mellett a film hibája az, hogy erőltetetten visz bele ideológiát, propaganda módjára, sematikusan fejezi ki mondanivalóját a cigányok és a nők helyzetéről, valószínűtlen karikatúra a filmbeli antiszemita pap ábrázolása. Azt is bírálja, hogy a film csak negatív képet mutat, nem jelennek meg benne a korabeli értelmiségiek progresszív törekvései és a modernizáció kezdete.
A film road movie jellegű, és az egyik témája az a tanulási folyamat, amelyen a fiatal Ioniță megy át. A megtapasztalt valóság is alakítja, és az apja is neveli, aki a kor szellemében kemény férfit akar faragni belőle, de átadja neki előítéleteit, ellentmondásait, megalkuvásait is. A fiúban van még elég emberiesség. Carfin és a gyerek érdekében szól az apjának, de semmi esély nélkül.
A filmet a klasszikus westernhez is hasonlították, mégpedig szökevényvadászatról szólóhoz. Cristian Tudor Popescu (Gândul) szerint, bár vannak benne erre jellemző elemek, mégis lényegében nem westernszerű, mert hiányzik belőle egy hős vagy hősök.
Ugyanaz a kritikus megjegyzi, hogy olyan társadalmi erkölcs rajzolódik ki a filmből, amely örökösen románként ismerhető fel: Costandin, a törvény embere hazudik, becsap embereket, csúszópénzt ad, szitkozódik, szegényeket ütlegel, törvényt szeg, megpróbál embert menteni, kezet csókol a bojárnak, és ugyanakkor tisztességesnek hiszi és mondja magát, követendő példának a fia számára. A papok iránt babonás is, de tiszteli is őket. A társadalmi létrán alatta levőkkel erőszakos, de hangoztatja, hogy a Szentírás azt mondja, hogy jók legyünk, mint a galambok. Demény Péter (Kellék) Lucian Boia történész a románok effajta összetettségének magyarázatát fűzi ehhez: a román történelemben az uralkodások olyan kiszámíthatatlan módon váltakoztak, hogy az embernek erkölcsileg rugalmasnak kellett lennie, hogy biztosítsa túlélését.
Több kritikus szerint Aferim! az eddigi egyetlen jó román történelmi film, mivel nem szépíti a román történelmet, mint ahogy tették azt például Sergiu Nicolaescu filmjei a román nacionalista kommunizmus idejében. A kor és a régió ábrázolása hitelesnek érezhető a díszleteknek és a jelmezeknek köszönhetően, ami sok történelmi dokumentum aprólékos tanulmányozásán alapszik, és Constanța Vintilă-Ghițulescu történelmi tanácsadónak is köszönhető, bár szükségszerűen mesterséges. Jelen van a régió akkori többnyelvűsége: helybéli román nyelvjárás, helybéli cigány nyelvjárás, török nyelv. Azonban a film fekete-fehér, egyrészt a kor rekonstrukciója mesterséges voltát hangsúlyozandó, másrészt a festőiességet kerülendő. Hozzájárul a hitelesség érzetéhez a szereplők nyelvezete is. Erre a forgatókönyvírók 19. századbeli irodalmi műveket használtak fel, közmondásokat, mondókákat és más teljes mondatokat is átvéve belőlük. Egyes szavakat nem is ért a mai néző, de érzékelheti a zenéjüket, és ezek a szavak nem akadályozzák az egész értését. Ezt a nyelvezetet a forgatókönyv vegyíti a 21. században is élő legtrágárabb szavakkal, szitkokkal és káromkodásokkal. Angelo Mitchievicinek erről a nyelvezetről François Rabelais és Giovanni Boccaccio Dekameronja jut eszébe. A dráma mellett ebben vannak a film humoros elemei.
A kritika általában dicséri a forgatókönyv és a rendezés mellett a főszereplők és egyes mellékszereplők játékát is, az operatőr munkáját, valamint a jelmezeket és a díszleteket.

## Érdekességek
Aferim a török aferin „bravó” jelentésű szó a 19. század első felében Havasalföldön használt alakja.
A filmben olyan figurák is vannak, akiket nem hivatásosak játszanak, és a kritika az ő teljesítményüket is méltatta. Ilyen a bojárt Demény Péter szerint kiválóan játszó Alexandru Dabija, aki valójában színházi rendező. A gyereket Alberto Dinache cigány kisfiú játssza, akire Radu Jude egy bukaresti iskolában talált rá.
A pandúrt játszó Teodor Corban moldvai, és vallomása szerint nem volt könnyű neki munténiai nyelvjárásban eljátszani a szerepét.
A forgatókönyv nemcsak korabeli irodalmi művekből tartalmaz részleteket, hanem például a film utolsó mondata „Megpihenünk!”, ami Anton Pavlovics Csehov Ványa bácsijának utolsó mondata.
A filmben nincs háttérzene, hanem a Trei parale (Három garas) hagyományos zenét művelő együttes játszik és énekel benne a korban Anton Pann által lejegyzett énekeket.

## Díjak
- 2015
  - Ezüst Medve díj a legjobb rendezőnek a Berlini Nemzetközi Filmfesztiválon[20]
  - a Legjobb Szereposztás Díja és Lisszabon Város Nagydíja az IndieLisboa Lisszaboni Nemzetközi Független Filmfesztiválon(wd)
  - a Bayard D'Or-díj a legjobb operatőrnek a Namuri Nemzetközi Frankofón Filmfesztiválon(wd)
  - a Romániai Filmesek Szövetségének(wd) (UCIN) díjai:
    - a zsűri különdíja
    - a legjobb operatőrnek
    - a legjobb díszlettervezőnek

  - a román Filmkritikusok Egyesületének Oklevele az év legjobb filmjének[21]
- 2016 – Gopo-díjak(wd):[21]
  - a legjobb filmnek
  - a legjobb rendezőnek
  - a legjobb forgatókönyvíróknak
  - a legjobb operatőrnek
  - a legjobb vágónak
  - a legjobb hangmérnöknek
  - a legjobb díszlettervezőnek
  - a legjobb jelmeztervezőnek
  - a legjobb sminkesnek
  - a legjobb fodrásznak